# Bruno Zanoni
Pour les articles homonymes, voir Zanoni (homonymie).
Bruno Zanoni, né le 29 juillet 1952 à Nembro et mort le 6 novembre 2023, est un coureur cycliste italien.

## Biographie
Professionnel de 1974 à 1979, il gagne une étape du Tour d'Italie en 1978, sa seule victoire en carrière.

## Palmarès

### Palmarès amateur
- 1972
  - Circuito di Mede
- 1973
  -  Champion d'Italie de poursuite par équipes amateurs
  - Circuito Pievese
  - Coppa Lino Limonta
  - Settimana Internazionale della Brianza
  - 3e du Piccolo Giro di Lombardia

### Palmarès professionnel
- 1978
  - 11ea étape du Tour d'Italie

## Résultats sur les grands tours

### Tour d'Italie
5 participations
- 1974 : 73e
- 1976 : abandon
- 1977 : 99e
- 1978 : 59e, vainqueur de la 11ea étape
- 1979 : 111e